# Arrondissement Châteaubriant
Châteaubriant was een arrondissement van het Franse departement Loire-Atlantique in de regio Pays de la Loire. De onderprefectuur was Châteaubriant.
Op 1 januari 2017 is dit arrondissement samengevoegd met het arrondissement Ancenis om samen een nieuw arrondissement Châteaubriant-Ancenis te vormen.

## Kantons
Het arrondissement was tot 2014 samengesteld uit de volgende kantons:
- Kanton Blain
- Kanton Châteaubriant
- Kanton Derval
- Kanton Guémené-Penfao
- Kanton Moisdon-la-Rivière
- Kanton Nort-sur-Erdre
- Kanton Nozay
- Kanton Rougé
- Kanton Saint-Julien-de-Vouvantes
- Kanton Saint-Nicolas-de-Redon